# Miroslav Filipović

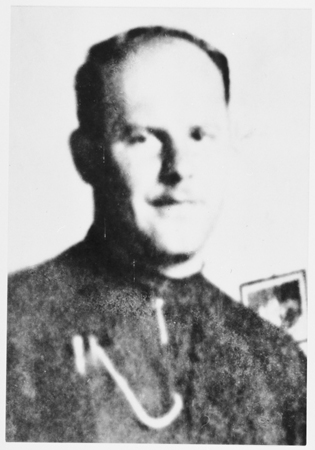
Miroslav Filipović.

Miroslav Filipović, född 5 juni 1915, död 1946, var en kroatisk Ustaša-medlem och dömd krigsförbrytare.
Filipović, som tidigare hade varit franciskanbroder i Petrićevac i närheten av Banja Luka, avslutade i januari 1942 sina teologiska studier och utsågs till kaplan i Rama-Šćit-regionen i norra Hercegovina. Filipović valde dock istället att bli kaplan för Ustaša, den ultranationalistiska organisationen som kontrollerade Oberoende staten Kroatien.
Filipović anslöt sig som kaplan till en Ustaša-brigad i Banja Luka, som i början av februari 1942 anföll de serbiska byarna Drakulić, Šargovac och Motike. Enligt vittnesmål skall Filipović egenhändigt ha skurit halsen av ett serbiskt skolbarn i Drakulić mitt framför läraren och skolkamraterna. Filipović beordrade därefter tolv Ustaša-män att i snön utanför skolan döda samtliga serbiska barn. Under massakern i de tre byarna mördades 2 730 serber, varav cirka 500 barn.
När den franciskanska ordensledningen fick vetskap om Filipovićs inblandning i massakern, valde man att genast utesluta honom ur orden. Det existerar dock inga officiella bevis för att Filipović verkligen uteslöts och exkommunicerades.
Filipović steg i graderna inom Ustaša och kom att bli känd under namnet Miroslav Majstorović. I juni 1942 utnämndes han till kommendant för koncentrationslägret Jasenovac i Kroatien. Under Filipovićs fyra månader som kommendant mördades i lägret tusentals serber, judar, kroater och romer.
Efter andra världskrigets slut greps Filipović av jugoslaviska partisaner och ställdes inför rätta för krigsförbrytelser och brott mot mänskligheten. Han dömdes till döden och avrättades genom hängning.

## I litteratur och film
Vuk Kostic spelar rollen som Miroslav Filipović i kommande historiska dramafilmen Dara in Jasenovac (Dara iz Jasenovca).